# 阿尔科泽卢 (巴塞卢什)
阿尔科泽卢 (巴塞卢什)是葡萄牙布拉加区的一个堂区。总面积3.73平方公里，总人口13375人，人口密度3585.8人/平方公里。